# Diacidia
Diacidia é um género botânico pertencente à família Malpighiaceae.

## Especies
- Diacidia aracaensis W.R.Anderson
- Diacidia cordata (Maguire) W.R. Anderson
- Diacidia duckeana Maguire
- Diacidia ferruginea (Maguire & K.D.Phelps) W.R. Anderson
- Diacidia galphimioides Griseb.
- Diacidia glaucifolia (Maguire) W.R. Anderson
- Diacidia hypoleuca (Maguire) W.R. Anderson
- Diacidia kunhardtii (Maguire) W.R. Anderson
- Diacidia nucifera Chodat
- Diacidia parvifolia Cuatrec.
- Diacidia rufa (Maguire) W.R. Anderson
- Diacidia steyermarkii (Maguire) W.R. Anderson
- Diacidia stipularis (Maguire & K.D. Phelps) W.R. Anderson
- Diacidia vestita (Benth.) Benth. & Hook.f. ex B.D.Jacks.